# Diospyros celebica

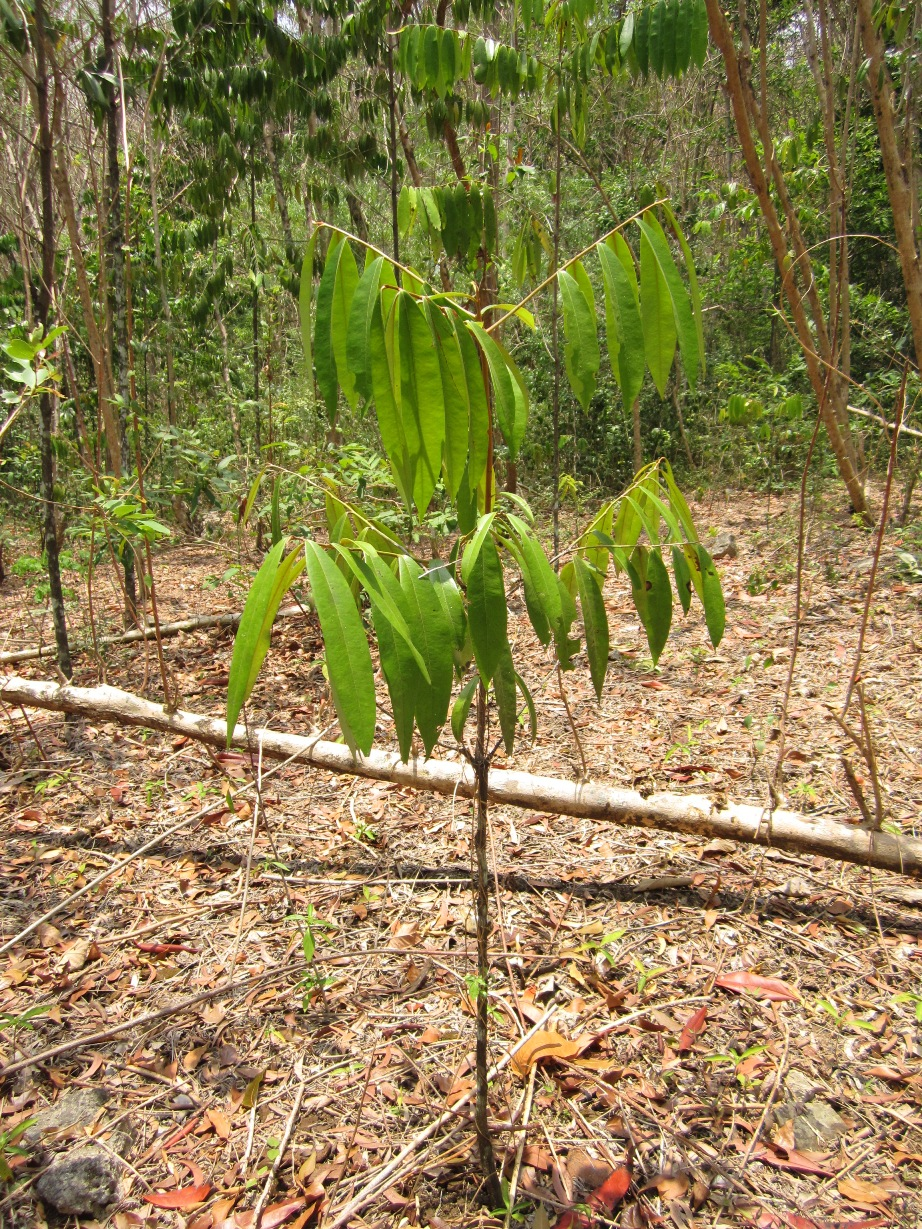
Молоде дерево

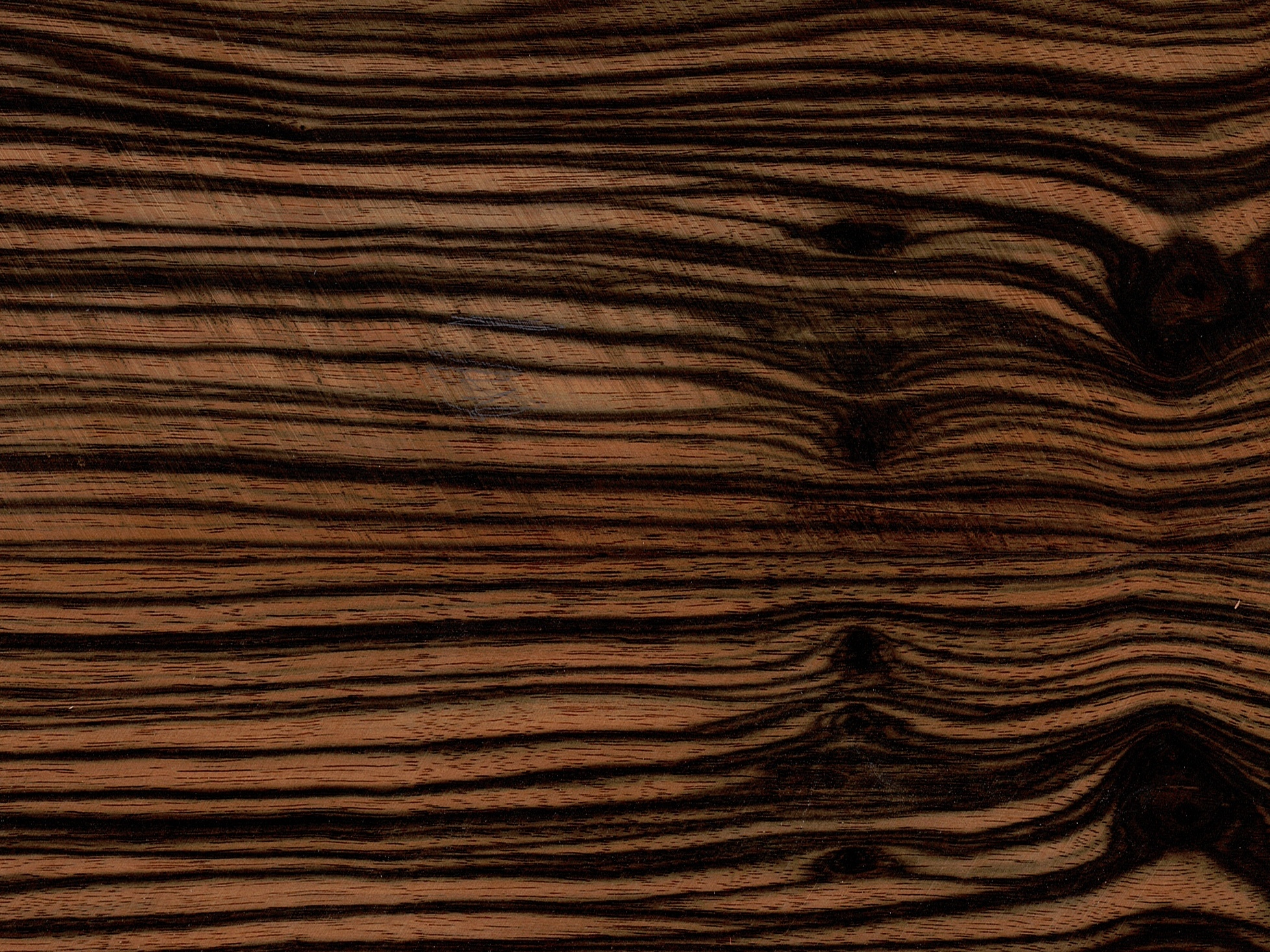
Деревина Diospyros celebica

Diospyros celebica — дерево родини ебенові (Ebenaceae), вид роду хурма, ендемік острова Сулавесі (Індонезія). Дерево виростає до 20 м заввишки за сприятливих обставин, хоча такі дерева рідко зустрічаються на початку XXI століття.

## Назва
Diospyros celebica має кілька неофіційних назв — макасарський ебен, макасарське чорне дерево (Макасар — головний морський порт Сулавесі), індонезійське чорне дерево, ебенове дерево Сулавесі, чорний ебен, золотий ебен.

## Деревина
Заболонь від рожево-сірого, жовтувато-білого до світло-коричневого кольору, дуже широка (до 10 см). Ядро чорне з характерним малюнком з ясно-жовтих і коричневих поздовжніх смуг. Деревина дуже стійка, щільна і важка, щільність в сухому стані становить від 1100 до 1300 кг/м³ (тоне у воді).
Макасарське чорне дерево вважається дуже цінною деревиною для виготовлення високоякісних меблів, шпону, преметов мистецтва і для внутрішнього оздоблення в традиційних японських будинках. Японія довгий час була основним імпортером деревини цього дерева. Деревина також використовується для виготовлення грифів гітар та інших музичних інструментів.
Через свою чудову деревину, макасарське чорне дерево високо цінується у всьому світі протягом століть. Але через безконтрольні рубки кількість дерев цього виду значно зменшилася, в результаті макасарське чорне дерево є однією з найдорожчих деревних порід у світі.